# 日本作詩大賞
日本作詩大賞（にほんさくしたいしょう）は、日本作詩家協会主催の演歌・歌謡曲の育成を目的としている音楽祭である。2021年現在、演歌・歌謡曲における唯一の賞レースとして位置づけられている。

## 概要
1968年にスタートした。テレビ放送されるようになったのは1978年からでNHKホールで発表会が行われ、同時にNHK総合で生放送された。その後、1990年からは日本テレビ、1994年から2011年までは毎年11月最終日曜日のテレビ東京「日曜ビッグスペシャル」枠（現・「日曜ビッグバラエティ」枠）でテレビ番組として、2012年から2016年までは『木曜8時のコンサート〜名曲!にっぽんの歌〜』の時間帯で生放送されていた。そのこともあってかこの期間中は司会は徳光和夫と「木曜8時のコンサート」の司会の松丸友紀が務めた。しかし第50回は「モヤモヤさまぁ〜ず2」枠を利用して放送時間も90分に短縮して放送し、この回を最後に地上波から撤退。第51回以降はBSテレ東に放送波を移行した上で、12月第2土曜日に放送時間を144分に拡大、さらに4K制作で放送されている。なお、司会に関しては、ここ数年、徳光とテレビ東京の女性アナウンサーが担当している。
この音楽祭が『ベストヒット歌謡祭』・『日本有線大賞』・『日本レコード大賞』の3つの年末賞取りレースと根本的に違う部分は、3つの賞がポップス・演歌ともに選考対象となるのに対して『日本作詩大賞』は原則演歌・歌謡曲を選考対象とする、という点である（但し、ポップスも選考対象にしており、2011年の第44回のように、現にポップスが大賞を受賞したこともある）。また、受賞者が歌手である他の3つの年末賞取りレースとは違い、作詞家が受賞するのも特徴である。
かつて演歌歌手は他の3つの年末賞取りレース受賞や『紅白歌合戦』出演を目標に切磋琢磨していたが、最近では受賞者や出演歌手がポップス歌手で多くを占められるようになってきたため、演歌歌手が比較的受賞しやすいと言われている『日本有線大賞』→『日本演歌歌謡大賞』と原則演歌・歌謡曲が受賞対象となるこの音楽祭での受賞を目標とする傾向が年を追うごとに強くなっている。
1987年（第20回）には大阪城ホールで行われた。唯一の関西開催である。それ以外は東京都内で行われた。関東地方で行われる他の音楽祭では関西地方など他の地方で行われたことはない。

## 歴代大賞受賞曲
※大賞受賞曲のみを記載。その他の賞の詳細は日本作詩家協会内・日本作詩大賞公式ホームページを参照のこと。視聴率はビデオリサーチ調べ、関東地区・世帯・リアルタイム。
| 回数   | 開催日         | 曲名                     | 作詩           | 歌手             | 放送局     | 視聴率 | 備考 |
| ------ | -------------- | ------------------------ | -------------- | ---------------- | ---------- | ------ | --- |
| 第1回  | 1968年6月27日  | いつでも君は             | 星野哲郎       | 水前寺清子       | 放送なし   |        | |
| 第2回  | 1969年5月22日  | 花と蝶                   | 川内康範       | 森進一           | 放送なし   |        | |
| 第3回  | 1970年10月15日 | 恋ひとすじ               | 藤田まさと     | 森進一           | 放送なし   |        | |
| 第4回  | 1971年10月23日 | おんなの朝               | 西沢爽         | 美川憲一         | 放送なし   |        | |
| 第5回  | 1972年11月11日 | 終着駅                   | 千家和也       | 奥村チヨ         | 放送なし   |        | |
| 第6回  | 1973年10月11日 | おんなの海峡             | 石本美由起     | 都はるみ         | 放送なし   |        | |
| 第7回  | 1974年12月7日  | さらば友よ               | 阿久悠         | 森進一           | 放送なし   |        | |
| 第8回  | 1975年12月8日  | シクラメンのかほり       | 小椋佳         | 布施明           | 放送なし   |        | |
| 第9回  | 1976年12月4日  | 北の宿から               | 阿久悠         | 都はるみ         | 放送なし   |        | |
| 第10回 | 1977年12月2日  | 勝手にしやがれ           | 阿久悠         | 沢田研二         | 放送なし   |        | 初の大賞連続受賞達成                                                                                                |
| 第11回 | 1978年11月30日 | 青葉城恋唄               | 星間船一       | さとう宗幸       | NHK総合    |        | |
| 第12回 | 1979年11月15日 | 魅せられて               | 阿木燿子       | ジュディ・オング | NHK総合    |        | |
| 第13回 | 1980年10月28日 | 大阪しぐれ               | 吉岡治         | 都はるみ         | NHK総合    |        | |
| 第14回 | 1981年10月27日 | もしもピアノが弾けたなら | 阿久悠         | 西田敏行         | NHK総合    |        | |
| 第15回 | 1982年10月19日 | 契り                     | 阿久悠         | 五木ひろし       | NHK総合    | 23.4%  | 阿久自身二度目の連続大賞受賞                                                                                        |
| 第16回 | 1983年10月18日 | 冬のリヴィエラ           | 松本隆         | 森進一           | NHK総合    | 20.8%  | |
| 第17回 | 1984年10月23日 | 北の螢                   | 阿久悠         | 森進一           | NHK総合    |        | |
| 第18回 | 1985年10月22日 | 望郷じょんから           | 里村龍一       | 細川たかし       | NHK総合    | 19.1%  | |
| 第19回 | 1986年10月14日 | ゆうすげの恋             | 中山大三郎     | 森進一           | NHK総合    | 19.3%  | |
| 第20回 | 1987年10月13日 | 人生いろいろ             | 中山大三郎     | 島倉千代子       | NHK総合    | 20.3%  | 史上二人目の連続大賞受賞 大阪城ホールで開催。唯一の関西開催。                                                       |
| 第21回 | 1988年10月18日 | 港の五番町               | 阿久悠         | 五木ひろし       | NHK総合    | 17.2%  | |
| 第22回 | 1989年10月17日 | 風の盆恋歌               | なかにし礼     | 石川さゆり       | NHK総合    |        | |
| 第23回 | 1990年10月14日 | うたかた                 | 吉岡治         | 石川さゆり       | 日本テレビ |        | |
| 第24回 | 1991年11月17日 | 北の大地                 | 星野哲郎       | 北島三郎         | 日本テレビ |        | |
| 第25回 | 1992年11月15日 | 酒場ひとり               | 石本美由起     | 中村美律子       | 日本テレビ |        | |
| 第26回 | 1993年11月14日 | むらさき雨情             | 三浦康照       | 藤あや子         | 日本テレビ |        | |
| 第27回 | 1994年11月27日 | 蒼月                     | 麻こよみ       | 長山洋子         | テレビ東京 |        | |
| 第28回 | 1995年11月26日 | 桃と林檎の物語           | 市川睦月       | 美山純子         | テレビ東京 |        | |
| 第29回 | 1996年11月24日 | 珍島物語                 | 中山大三郎     | 天童よしみ       | テレビ東京 | 9.7%   | |
| 第30回 | 1997年11月23日 | 人形（おもちゃ）         | 荒木とよひさ   | 香西かおり       | テレビ東京 | 10.7%  | |
| 第31回 | 1998年11月29日 | アメリカ橋               | 山口洋子       | 山川豊           | テレビ東京 | 10.8%  | |
| 第32回 | 1999年11月28日 | 旅路の花                 | 池田充男       | 服部浩子         | テレビ東京 |        | |
| 第33回 | 2000年11月26日 | 箱根八里の半次郎         | 松井由利夫     | 氷川きよし       | テレビ東京 |        | 史上初のデビュー曲による大賞受賞                                                                                    |
| 第34回 | 2001年11月25日 | 凛として                 | たかたかし     | 坂本冬美         | テレビ東京 | 10.2%  | |
| 第35回 | 2002年11月24日 | 傘ん中                   | 阿久悠         | 五木ひろし       | テレビ東京 | 8.2%   | |
| 第36回 | 2003年11月30日 | おんなの一生〜汗の花〜   | 吉岡治         | 川中美幸         | テレビ東京 | 10.7%  | |
| 第37回 | 2004年11月28日 | 釧路湿原                 | 木下龍太郎     | 水森かおり       | テレビ東京 | 12.1%  | |
| 第38回 | 2005年11月27日 | 大器晩成                 | 星野哲郎       | 島津亜矢         | テレビ東京 | 9.8%   | |
| 第39回 | 2006年11月26日 | 最北航路                 | 池田充男       | 香西かおり       | テレビ東京 | 7.4%   | |
| 第40回 | 2007年11月25日 | だんじり                 | 松井由利夫     | 中村美律子       | テレビ東京 | 9.5%   | |
| 第41回 | 2008年11月30日 | 海雪                     | 秋元康         | ジェロ           | テレビ東京 | 10.0%  | 2例目のデビュー曲による大賞受賞                                                                                     |
| 第42回 | 2009年11月29日 | ときめきのルンバ         | 水木れいじ     | 氷川きよし       | テレビ東京 | 5.1%   | |
| 第43回 | 2010年11月28日 | 人生みちづれ             | 水木れいじ     | 天童よしみ       | テレビ東京 | 7.8%   | 史上三人目の連続受賞達成                                                                                            |
| 第44回 | 2011年11月27日 | いくたびの櫻             | 山上路夫       | ふくい舞         | テレビ東京 | 6.9%   | 番組初の3時間スペシャル。                                                                                           |
| 第45回 | 2012年12月6日  | 櫻                       | なかにし礼     | 氷川きよし       | テレビ東京 | 11.1%  | この回から木曜19:58 - 21:48枠で放送。                                                                               |
| 第46回 | 2013年12月5日  | 博多ア・ラ・モード       | レーモンド松屋 | 五木ひろし       | テレビ東京 | 7.7%   | テレビ東京特別賞が田端義夫に贈られた。                                                                              |
| 第47回 | 2014年12月4日  | ちょいときまぐれ渡り鳥   | 仁井谷俊也     | 氷川きよし       | テレビ東京 | 6.3%   | |
| 第48回 | 2015年12月3日  | 独楽                     | 久仁京介       | 島津亜矢         | テレビ東京 | 8.1%   | テレビ東京特別賞が五木ひろしに贈られた。                                                                            |
| 第49回 | 2016年12月1日  | 空蝉の家                 | 田久保真見     | 堀内孝雄         | テレビ東京 | 4.5%   | この回はテレビ東京に限り、木曜19:57 - 19:58に事前ミニ枠『みどころ』も別途放送。                                     |
| 第50回 | 2017年12月3日  | 肱川あらし               | 喜多條忠       | 伍代夏子         | テレビ東京 | 5.7%   | 日曜18:30 - 19:54枠で放送。                                                                                         |
| 第51回 | 2018年12月8日  | 天竜流し                 | 万城たかし     | 福田こうへい     | BSテレ東   |        | BSテレ東4K放送スタート記念としてこの回から土曜18:30 - 20:54枠で放送。また、BSテレビ東京特別賞が北島三郎に贈られた。 |
| 第52回 | 2019年12月14日 | 最上の船頭               | 松岡弘一       | 氷川きよし       | BSテレ東   |        | |
| 第53回 | 2020年12月5日  | なごり歌                 | 吉田旺         | 市川由紀乃       | BSテレ東   |        | この年新設された審査員特別賞が松井五郎に贈られた。                                                                  |
| 第54回 | 2021年12月4日  | 君がそばにいるから       | 幸耕平         | 純烈             | BSテレ東   |        | 審査員特別賞が麻こよみに贈られた。                                                                                  |
| 第55回 | 2022年12月10日 | 帰郷                     | 松尾潔         | 天童よしみ       | BSテレ東   |        | 審査員特別賞がさくらちさとに、BSテレビ東京特別賞が坂本冬美に贈られた。                                              |
| 第56回 | 2023年12月9日  | 北海港節                 | いではく       | 三山ひろし       | BSテレ東   |        | 審査員特別賞が深海弦悟に贈られた。                                                                                  |
| 第57回 | 2024年12月7日  | TATSUYA                  | 吉田旺         | 田中あいみ       | BSテレ東   |        | 審査員特別賞が合田道人に贈られた。                                                                                  |

## スタッフ

### 第57回（2024年12月7日放送）
- 主催：一般社団法人 日本作詩家協会、日本作詩大賞実行委員会
- ナレーター：中里雅子（第52回 - ）
- 構成：栗田智也
- TD：木塚裕紀（第57回）
- VE：戸田えりん（第57回）
- カメラ：片柳悠（第56回 - ）
- 照明：土谷彩加（第56回 - ）
- 音声：神田あやめ（第57回）
- 美術デザイン：本橋智子（第41・57回）、篠田幸実（第57回）
- 音効：木村俊之
- TK：山沢啓子（第54回 - ）
- 電飾：川添愛加（第57回）
- 技術協力：テレビ東京ミュージック（以前は協力→一時離脱）、テクノマックス、テレビ東京アート（第45・46・48回のみCGも担当、第49、54・55回ではクレジット無し）、TACT（TA以外→以前は技術・美術協力と表記、TA→第57回）
- 盾提供：JASRAC（第50回 - 、以前はトロフィー提供と表記）
- 演出補：森田知夏、大山翔生、松本華奈、齋藤南希（大山・松本→共に第55回 - 、森田・齋藤→共に第56回 - ）
- ディレクター：花蔭篤、杉田美都、水代麻里、吉田奈緒、西川圭汰、戸田祐介（花蔭～水代→第52回 - 、吉田→第54回 - 、西川→第55回 - 、第52 - 54回まで演出補、戸田→第56回 -）
- 演出：黒田豊秋（第52回 - ）
- プロデューサー：桑原宏次（第57回 - ）、宇賀神敬行（第54回 - 、第44・46回では演出補、第50回では演出→一時離脱）、大山比桃美（第57回、第48 - 56回までAP）、藤本元
- チーフプロデューサー：星俊一（第55回、第48・49回まで演出、第54回までプロデューサー）
- 制作協力：エムファーム（第49回 - ）
- 制作著作：テレビ東京

### 過去のスタッフ
- ナレーター：梶幹雄（第38・41・46回）、岩井証夫（第49回）、山崎岳彦（第48・50回）
- 構成：渡辺つとむ（第27回）、松原史明（第38回）、安延拓美（第41・44回）、青島利幸
- VTR構成：平出尚人（第48・49回）
- 振付：花柳糸之社中
- 音楽：義野裕明
- 技術→TD：見辺信一（第38・41回）、菊地裕介（第46・49回）、丸山真平（第50回、48・49回ではカメラ）、野瀬一成（第52・53回、第44・45回ではカメラ）、大八木滋（第54 - 56回）
- 撮影→カメラ：近藤剛史（第41・46・50回）、田中圭介（第38・52回、第44 - 46・50回ではTD）、西村光平（第53回）、吉田健吾（第54回、第48回ではTD→一時離脱）、髙橋瑠平（第55回）
- 映像→VE：伊藤和孝（第38回）、佐藤誠二（第41・45回）、小峰信彦（第46回）、北村宏一（第49回）、大崎雅典（第50回）、三浦宏一（第44・48・52・53回）、田尾温子（第54 - 56回）
- 音声：西山恵美子（第41回）、臼井泰一（第44回）、久保田優（第45・46回）、五十嵐公彦（第38・47回）、永久保仁志（第48 - 52回）、湯面由香里（第53 - 56回）
- 照明：水野暁(二)夫（第38・41回）、小林瑞雪（第44回）、塚生崇（第45回）、山崎康紀（第46 - 49回）、古川雅士（第50回）、新井香澄（第52 - 55回）
- 美術：三浦良文（第38回）、小堺健司（第41回）
- アートプロデューサー：薬師寺哲朗
- 美術デザイン：宇野純一（第38・44回）、小野清菜（第45回）、金森明日香（第46回）、三重野基（第48 - 56回）、小谷恵（第54 - 56回）
- 美術進行：高橋昭三（第44回）、野本和広（第38・41・45回）、仙田拓也（第46回）、岩本朝美（第47回）
- 大道具：徳永隆（第38回）
- 装置：樋口光四郎（第41回、第38回では小道具）、渡辺貴俊（第44・45回）、植田幸奈（第46回）、舘直樹（第47回）
- 電飾：高橋修（第41・45回）、及川博康（第44・46・47回）、松村真一（第48 - 55回）、中山昭（第56回）
- CG：コーラルレッド（第41・44回）
- 音効：大柴恵一郎（第38回）
- TK：宮本美智子、柴田あゆみ
- 技術協力：東京チューブ、TAMCO（TAM→以前は技術・美術協力と表記）
- 協力：CHACO/PlXTA（ピクスタ）（第49回）
- 演出補：小平英希、杠政寛、祖父江里奈（共に第41回）、小野裕之（第45回）、佐藤裕奈（第48回 - ）、吉澤享朋（第55回）、 佐藤莉紗（第56回）
- ディレクター：古郡英樹、朝比奈諒（共に第48回、朝比奈→第47回では演出補）、真船佳奈（真船→第48・49回）、村田知佳（村田→第49回）、三富達郎（第49回 - ）、中川大輔（中川→第52 - 54回）
- 演出：橋本かおり（第27回）、内藤陽一（第41回）、柴幸伸（第44・46回）
- プロデューサー：牛原隆一（第41・46・47回、第45回はディレクター）、福本俊二（第53 - 56回、第47回ではディレクター→一時離脱）、宮川幸二、長田剛
- チーフプロデューサー：工藤忠義（第27回）、大島信彦（第41回）、大原潤三（第41・44・45回、第27回は演出）、関光晴（第46 - 48回、第41・45回まではプロデューサー）、縄谷太郎（第49回）、髙野学（第50回）
- エグゼクティブ・プロデューサー︰井関勇人（第56回、第48回から一時プロデューサー、第52 - 54回まではチーフプロデューサー→一時離脱）